# Gyergom Tshülthrim Sengge
| Tibetische Bezeichnung                                |
| ----------------------------------------------------- |
| Tibetische Schrift: གྱེར་སྒོམ་ཚུལ་ཁྲིམས་སེང་གེ་                |
| Wylie-Transliteration: gyer sgom tshul khrims seng ge |

Gyergom Tshülthrim Sengge (tib.: gyer sgom tshul khrims seng ge; * 1144; † 1204) war der Gründer der Shugseb-Kagyü-Schule (tib.: shug gseb bka' brgyud), einer der Acht kleinen Schulen der Kagyü-Schultradition des tibetischen Buddhismus (Vajrayana). 
Er war ein Schüler Phagmodrupas aus der Phagdru-Kagyü-Schule. 
1181 gründete er Shugseb-Kloster (shug gseb dgon pa) im Kreis Chushur (Qüxü) von Lhasa, das Stammkloster dieser Schule, das heute ein Nyingmapa-Kloster ist.